# برگ‌زبانی‌ها
برگ‌زبانی‌ها (نام علمی: Glottiphyllum) نام یک سرده از تیره علف‌فرشیان است.